# Andor (colonna sonora)
Di seguito la colonna sonora della serie televisiva statunitense Andor.
La colonna sonora è composta da Nicholas Britell e si distingue per l'uso preponderante di strumenti elettronici, in contrasto con le colonne sonore orchestrali dei precedenti media del franchise di Guerre stellari. 
La colonna sonora è stata pubblicata in tre volumi, ciascuno comprendente quattro episodi per coprire tutti e dodici gli episodi della prima stagione. Il primo volume è stato pubblicato il 21 ottobre 2022, il secondo il 4 novembre 2022 e il terzo il 9 dicembre 2022. Invece, i temi principali Andor (Main Title Theme) dei primi tre episodi sono stati pubblicati come singoli, in concomitanza con la pubblicazione degli episodi su Disney+.
La colonna sonora ha ricevuto il plauso della critica, che ha lodato l'approccio musicale di Britell.

## Genesi
Tony Gilroy, il creatore della serie, riteneva che "la musica di Guerre stellari si identifica essenzialmente con John Williams" e vedeva la necessità di utilizzare un vocabolario musicale diverso per quanto riguarda il cast, l'ambientazione e la musica. Ha contattato Nicholas Britell per comporre la musica per la serie prima dell'inizio delle riprese, in modo da poter utilizzare la musica diegetica da suonare sul set. Andor è il primo progetto di Guerre stellari di cui Britell ha curato la colonna sonora, il quale ha ammesso di essere un grande fan del franchise e un ammiratore delle opere di Gilroy. Si sono incontrati per la prima volta nell'agosto 2020, insieme alla produttrice esecutiva Kathleen Kennedy, che ha chiesto che la serie avesse un suono unico. Britell ha convenuto che la colonna sonora sarebbe stata "più orchestrale" con una "vasta gamma di suoni", aggiungendo che l'ampia portata della serie significava che "ogni episodio aveva nuove esigenze, nuova musica e nuove idee". Ha inoltre sottolineato che "è importante che, man mano che la storia si evolve, anche la musica si evolva". Britell ha detto che Gilroy gli ha dato la libertà di sperimentare con la musica per creare un paesaggio musicale unico. Per questo ha creato una colonna sonora caratterizzata da un uso massiccio di musica elettronica e sintetizzatori analogici, anche se in alcune parti è stata implementata anche la musica orchestrale. La registrazione della colonna sonora, si è svolta presso la Lyndhurst Hall degli Air Studios di Londra a partire dal 2020; Britell è stato annunciato come compositore a febbraio 2022, due anni dopo dall'inizio delle registrazioni. In questa sede si sono tenute diverse sessioni e più di 90 musicisti hanno fatto parte dell'orchestra. Britell non si è mai recato in studio a causa delle restrizioni imposte dalla pandemia COVID-19, e il suo team ha supervisionato le sessioni di registrazione al suo posto gestendo anche altre serie televisive.

## Composizione
Il tema del titolo è costituito da più versioni registrate per ogni episodio, che includono sintetizzatori, violoncelli o una band che esegue il brano. Ogni tema ha orchestrazioni diverse, poiché nessuna delle sequenze di apertura è la stessa per ogni episodio. Nei primi tre episodi, la musica serve a creare un senso di atmosfera. Per il tema di Kenari, Britell ha dovuto "creare quel senso di mondo perduto e di infanzia", per cui ha utilizzato blocchi di legno e percussioni, costituiti letteralmente da rami e foglie, e gran parte della creazione sonora e dei motivi a corda misti con il sintetizzatore, aggiungendo: "Quando si vede per la prima volta la nave che fuma e sta per schiantarsi, c'è questo suono tremante di percussioni, quasi come un allarme. Lo si sente in tutto Kenari, questo senso di tensione crescente. Ogni episodio ha il suo concetto di tensione". Il tema di Ferrix ha un "suono di percussioni metalliche" e il suono dell'incudine in beskar di Time Grappler è stato realizzato con l'aiuto di alcuni tubi che aveva trovato nel suo quartiere, che erano stati modificati per creare quel suono. Britell ha detto: "Per l'incudine di Time Grappler, abbiamo un intero lessico musicale in cui i diversi toni che suona corrispondono a diversi segnali per la comunità di Ferrix. Questa è una cultura in cui la musica ha un significato. Le persone non guardano solo l'orologio, ma aspettano che Time Grappler dica loro: "Dove siamo in questo momento? Cosa dobbiamo fare?". E la sequenza dell'allarme a percussione nel terzo episodio è una suite musicale di cui ho scritto ogni elemento. È un ritmo specifico, un linguaggio di segnalazione che abbiamo fatto imparare a tutti sul set".
Per il tema di Luthen, Britell ha utilizzato un'orchestra, per dare quel "suono ricco e gonfio a quei strumenti a corda da cui Gilroy era attratto" e una partitura con il feltro per il pianoforte, suonata tra Luthen e Kleya (che si sente anche nelle sequenze tra Cinta e Vel), che sono stati "microfonati così da vicino che si sente davvero il meccanismo del pianoforte e il feltro dei martelletti che colpiscono la corda". Britell sentiva che quei suoni avevano una "sorta di imperfezione" e percepiva la fisicità di quel suono. Ha scritto anche alcune musiche on-camera come Morlana Drop suonato quando Cassian entra in Morlana One, e consisteva per lo più in musica diegetica della durata di nove secondi. Si trattava di una versione cool jazz e rumorosa di quel brano, mentre il tema suonato a Niamos si chiama Niamos piece. Ma Britell lo chiamò Galaxy Mix perché lo riteneva la versione intergalattica del tema suonato a Morlana. Quando a Cassian è stata inflitta una condanna a sei anni sul pianeta prigione Narkina 5, il tema della location ha avuto un nuovo paesaggio sonoro con sintetizzatori che sono "strani, oscuri e quasi sotterranei". Dei sintetizzatori scordati sono utilizzati nella colonna sonora dell'ottavo e del nono episodio, mentre nel decimo episodio, in occasione della sequenza di evasione dalla prigione, è presente una musica orchestrale, composta da corni francesi e violoncelli. Nel penultimo episodio, un nonetto di violoncelli per il tema di Maarva ha suonato una musica minimalista per descrivere il silenzio nella partitura, sentendo Cassian "lasciato solo nel mondo".
Nel finale di stagione, il tema principale Andor (Main Title Theme) era suonato dalla banda funebre di Ferrix che si esibiva al funerale di Maarva e che sembrava suonato dai "cittadini locali". È stato il primo brano musicale scritto per la serie, scritto prima dell'inizio delle riprese, in modo da poter essere utilizzato come musica di partenza. Gilroy ha aggiunto: "Abbiamo bisogno di un suono che abbia un senso. Dobbiamo creare questa musica per Ferrix, che è la musica di strada. Poi dobbiamo avere questa musica funebre, che è di circa otto minuti di musica diegetica, e dobbiamo costruirla. Voglio che sia davvero suonata. Voglio che sia amatoriale e aspirazionale. Voglio che sia un'esperienza civica". Gli strumenti di Ferrix dovevano essere progettati in modo tale da avere tanti strati presenti al loro interno. Alla fine del tema funebre, viene suonata una melodia ciclica di flauto, che era il motivo di Maarva. È stata suonata alla fine del terzo episodio come suite theme, che Brittle ha descritto come "una sorta di processo di costruzione cumulativa; si possono sentire cose quasi inconsciamente all'inizio, e magari si evolvono. Si spera che queste cose si sommino nel tempo, in modo da creare un senso di memoria sonora. Ha una sua potenza".

## Tracce
Testi e musiche di Nicholas Britell.
Andor: Vol. 1 (Episodi 1-4)
1. Andor (Main Title Theme) – Episode 1 – 1:18
2. WE BEGIN (Time Grappler) – 0:37
3. Niamos! (Morlana Club Mix) – 1:42
4. Morlana Drop – 1:45
5. Pre-Mor Shakedown – 0:57
6. B2 – 1:17
7. Rix Road – 1:51
8. Bix Caleen – 0:50
9. Kenari Council – 1:48
10. Bix Has a Secret – 1:08
11. Kenari Male Wanted for Questioning – 0:59
12. The Cassian Way – 1:42
13. Andor (Main Title Theme) – Episode 2 – 0:52
14. End of Day – 1:21
15. Who Else Knows? – 1:47
16. Luthen Rael – 1:25
17. The Kenari War Cry – 1:32
18. The Night Before – 1:58
19. Pilgrim – 1:29
20. Andor (Main Title Theme) – Episode 3 – 0:40
21. Mirror – 2:08
22. Corpos – 1:41
23. In Their House/Who Are You? – 2:07
24. The Reckoning – 0:56
25. Past/Present Suite – 3:44
26. Andor (Main Title Theme) – Episode 4 – 0:47
27. I Came for You – 2:40
28. ISB – 0:41
29. Blue Kyber – 1:27
30. Where's My Starpath Unit? – 1:08
31. Luthen of Coruscant – 1:23
32. Syril Suite – 1:50
33. Mon Mothma – 2:17
34. END OF DAY (Time Grappler) – 0:36

Andor: Vol. 2 (Episodi 5-8)
1. Andor (Main Title Theme) – Episode 5 – 1:08
2. If I Was Them – 1:34
3. The Valley – 2:10
4. Tomorrow – 3:51
5. Andor (Main Title Theme) – Episode 6 – 0:50
6. Get Down! – 2:36
7. No Turning Back – 1:13
8. The Vault – Parts 1 and 2 – 3:45
9. The Vault – Parts 3 and 4 – 3:11
10. The Rono Trawler – 2:05
11. Climb! – 2:30
12. The Morning After – 1:15
13. Andor (Main Title Theme) – Episode 7 – 0:58
14. Fuel Purity – 1:17
15. Kleya – 1:26
16. I Thought He’d Be Here – 1:05
17. Niamos! (Coruscant Lounge Mix) – 2:27
18. Maarva’s Rebellion – 2:54
19. Niamos! (Galaxy Mix) – 1:08
20. Tourists Don’t Run – 2:01
21. Six Year Sentence – 1:45
22. Andor (Main Title Theme) – Episode 8 – 0:51
23. Move! – 0:48
24. Narkina 5 – 1:02
25. Unit 5-2-D – 4:20
26. Thirty Shifts Later – 2:38
27. Shut It Down – 2:22

Andor: Vol. 3 (Episodi 9-12)
1. Andor (Main Title Theme) – Episode 9 – 0:44
2. Cousin – 1:25
3. Ulaf Fading – 0:54
4. Never More Than Twelve – 2:08
5. Andor (Main Title Theme) – Episode 10 – 1:18
6. Make It Look Good – 1:44
7. One Way Out – Parts 1-4 – 1:20
8. One Way Out – Parts 5-7 – 1:51
9. One Way Out – Part 8 – 2:24
10. My Name Is Kino Loy – 4:15
11. Heroes – 1:08
12. Andor (Main Title Theme) – Episode 11 – 0:43
13. Tell Me They’re Leaving/Bee – 1:27
14. The Daughters of Ferrix – 1:43
15. Dewi and Freedi Pamular – 0:54
16. Full Fondor – 1:27
17. Your Mother Is Dead – 3:42
18. Andor (Main Title Theme) – Episode 12 – 0:58
19. Dedra in Ferrix – 1:32
20. Come Away From the Window – 1:20
21. Clem’s Stone – 1:55
22. Manifesto – 2:13
23. Forming Up/Unto Stone We Ar – 4:43
24. Eulogy – 4:17
25. Battle – 1:38
26. Cassian Will Find Us – 2:32
27. Kill Me – 1:25
28. The Rebellion Suite – 4:00

## Classifiche
| Classifica (2022)                           | Posizione massima |
| ------------------------------------------- | ----------------- |
| UK Digital Albums (Official Charts Company) | 7                 |

| Classifica (2022)                           | Posizione massima |
| ------------------------------------------- | ----------------- |
| UK Digital Albums (Official Charts Company) | 7                 |